# Santa María la Alta
Santa Maria La Alta es una junta auxiliar del municipio de Tlacotepec de Benito Juárez, ubicado al sureste del estado de Puebla, México. 
Presidente Auxiliar actual: C.Nicolás Morales Chico 

## Geografía
- Se encuentra a 38 km de la Ciudad de Tehuacán, a 103 km de la Ciudad de Puebla y a 225 km de la Ciudad de México.
- Está a una altitud de 1940 msnm. Es de clima semicálido con lluvias en verano.
- En 2010 tenía 6626 habitantes.

## Sociedad
La mitad de los habitantes son miembros de distintos pueblos indígenas, y hablan su idioma además del español. La mayoría habita viviendas de una sola habitación, con suelo de tierra, actualmente un 70% de la comunidad ya cuenta instalaciones eléctricas, sanitarias, servicio de alumbrado y pavimento público.
La mayoría de habitantes de Santa María la Alta, cuentan con una estabilidad económica, ya que hay muchas fuentes de empleo, además de tener presente la cultura de superación que caracteriza a esta comunidad. 
La comunidad se identifica al ser  productores artesanos que más del 80% se dedica a esto, anteriormente solo esa la elaboración de columpios, cunas, acamas, sacudidores, estantes, plumeros, etc. Ahora se ha ido desarrollando y existen fábricas reconocidas que dan empleo a varios pobladores los cuales producen principalmente muebles exhibidores, vitrinas, mostradores, rejas, maniquís, divisiones, niveles, lokers todos los muebles para emprender un negocio. Es así que varios pobladores han salido a vender sus productos a otros estados como son Oaxaca, Nayarit, Guadalajara, Chiapas, Aguascalientes, Monterrey.   

### Ubicación
Ubicada al sureste del municipio de Tlacotepec de Benito Juárez, cercana a la zona arqueológica Santo Nombre, dentro del área de influencia regional de la ciudad de Tehuacán, Santa María la Alta es una microciudad de apenas 8 mil habitantes, cuyo valor es su elevada cohesión social propensa a la sustentabilidad urbana y ambiental. Su vocación es industrial.   

### Cultura
Santa María la Alta es una comunidad la cual la mayoría de sus habitantes son de una cultura de trabajo la cual fueron desarrollando a través del tiempo, lo cual todo lo que han logrado es gracias a su trabajo y su empeño por querer lograr lo necesario para su comunidad. Una cultura que parte de la sierra negra del estado de Puebla una comunidad con un número de habitantes los cuales hablan náhuatl y parte de otras lenguas
La mayoría de habitantes de Santa María la Alta se dedican al comercio de mercancías, siendo este su principal fuente de ingresos, también exportando esta misma mercancía a todos los estados de la república mexicana.

## Costumbres y tradiciones
Como era de esperarse esta comunidad tiene un gran espíritu en tradiciones y costumbres propias que con el paso del tiempo han permanecido a lo largo de la historia.
Algunos ejemplos claros de esto son:

### Carnaval
Esta tradición es realizada entre tres y cinco días de los meses febrero o marzo. Las personas que suelen participar en esta festividad son hombres y niños en su mayoría, los cuales están divididos en dos grupos: barrenquero y barrio macho, llamados así por los barrios a los que perteneces (San Francisco y San Mateo).
Ambos grupos realizan recorridos en las calles por los días mencionados, disfrazados y bailando al compás de la música carnavalera.
para el último día, se realiza un conteo de los participantes de cada grupo y el que tenga una mayor cantidad será conocido como el que realizó mejor su trabajo.

### Día de muertos
Otra costumbre con la que cuentan es el día de muertos donde las personas elaboran sus altares y las tumbas de seres queridos con flores y de más.

### Fiestas patronales
La comunidad se encuentra dividida en cuatro barrios: Santa Rosa, San Mateo, San Francisco y Santa Teresa; cada una de estas son festejadas en distintas fechas al igual que la fiesta del pueblo en conjunto de La Inmaculada Concepción de María festejada el 8 de diciembre de cada año.
Las fiestas incluyen bailes, procesiones, adornos florales y pirotecnia, entre otros.

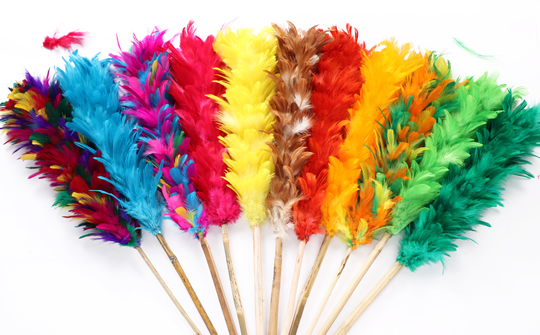

## Artesanías
Esta comunidad cuenta con una gran variedad en el tipo de artesanías que realizan ya que utilizan distintos materiales como palma, cinta, plumas, enequen o plástico.
Algunos ejemplos de las artesanías que se elaboran son:
Aunque la mayoría de estas artesanías son usadas para el comercio y sustento familiar, han sido utilizadas en distintas festividades como adornos o complementos.